# Pierrot (artista)
Antonio Gracia José, más conocido por su nombre artístico Pierrot (Barcelona; 10 de marzo de 1942 - íd., 19 de febrero de 2011), fue un artista multidisciplinar español que trabajó como showman, director de cine, actor, transformista, dibujante y escritor.
Fue conocido por sus espectáculos de cabaret y transformismo en los años setenta y ochenta en locales como el Barcelona de Noche, actuando en Barcelona, Madrid, Bilbao o Sevilla. Asimismo, en los años setenta desarrolló una obra singular como director underground dentro del género del fantaterror y del cine experimental. Trabajó como intérprete en teatro y cine, dirigió revistas de cine fantástico y temática gay y trans, diseñó carteles para el Festival de Sitges, publicó discos y libros y fue una figura recurrente en la escena gay y contracultural barcelonesa de la Transición. 

## Biografía

### Teatro y cabaret
En 1970 estrenó en Barcelona Oficio de tinieblas de Alfonso Sastre. Desde finales de los sesenta había estrenado en el Antic Teatre de Barcelona obras propias de lo que denominó destacó de impacto", que contenía elementos de terror y consiguió sortear la censura. Entre ellas, destacó Gerardo B. (1970). Posteriormente continuó realizando adaptaciones y creaciones propias como Manjar de ratas, Buitres, El eclipse de los divos, Vampiros (1972) y El Vampiro (1973). Muchas de estas obras fueron protagonizadas por él e interpretadas por su propia compañía, el Grupo Pierrot.
A finales de los 79 comenzó a escribir y presentar espectáculos de transformismo y cabaret que alcanzarían una gran popularidad en las dos principales salas del momento, el Barcelona de Noche y el Gay Club de Madrid. Estos espectáculos continuaron hasta mediados de los años ochenta, y obtuvieron una amplia cobertura en revistas y medios del momento. Algunos de sus artistas recurrentes fueron Madame Arthur, Yani Forner, Dolly Van Doll, Violeta la Burra, Yeda Brown y Ángel Pavlovsky. A lo largo de los ochenta también continuó actuando en obras de teatro en escenarios como el Teatro Muñoz Seca de Madrid o el Teatro Apolo de Barcelona. Además, editó varios álbumes de estudio con temas de sus espectáculos de cabaret y spoken word.

### Cine y televisión
A principios de los setenta, Pierrot empieza a rodar películas y las presenta en certámenes. Sus cortometrajes fueron rodados en el formato de cine Super 8, como otros artistas de cine experimental y underground de la época. De esta época tenemos: Wurdalak (1971), La Muñeca (1972), y Fosc i Clar (1973) (premio Terror Fantastic). También cultivó el género de terror con un tono paródico en cortometrajes como Miss Drácula y Miss Drácula contra el Imperio de la Leche (1976). Esta última película fue publicada en forma de cómic en 1977 en la revista Lib.
Como actor tuvo pequeños papeles en películas como Los caraduros (Antonio Ozores, 1983), La bestia y la espada mágica (Paul Naschy, 1983), El último kamikaze (Paul Naschy, 1984), La tercera luna (Gregorio Almendros, 1984) y Adela (Carles Balagué, 1987). También apareció esporádicamente en la serie I ara què, Xènia (1993) y como invitado en programas de televisión como Toni Rovira y tú (2000) o Carta Blanca (2006). Participó como guionista y testimonio en dos documentales dirigidos por Eduardo Gión, Madame Arthur (2011) y Lentejuelas de sangre (2012), documental centrado en su vida.

### Prensa
Pierrot colaboró en revistas de época, como la mítica Terror Fantastic (editada entre octubre de 1971 y noviembre de 1973), aportando artículos y dibujos. Al cesar esta revista su publicación, Pierrot creó la revista sobre cine fantástico Vudú, de los cuales aparecieron nueve números a lo largo de 1975. Esta revista contó con la colaboración de Paul Naschy, Sebastià D’Arbò, Luis Vigil y Salvador Sainz, entre otros. En sus páginas mezclaba temas de terror con esoterismo y fue derivando hacia una temática gay y transexual. En 1979 se empieza a publicar la revista Pierrot, de contenido específicamente gay, y que apareció durante quince números en los kioscos. Asimismo, contó con secciones fijas en revistas como Party, Lib o Privadísimo.

### Dibujo
Como dibujante destacan los carteles que hizo para el Festival de Cine de Sitges de 1972, 1973 y 1974 y las exposiciones que realizó a raíz de ellos. Realizó también exposiciones de cuadros y esculturas a lo largo de su vida, como Seres mitológicos y deidades satánicas en las Galerías Prócer de Barcelona, Tormentos de la Santa Inquisición en Barbershop Eric de Hamburgo o Mitos del Cine/Mitos del Terror (2008) en la Galería Tòrcul de Barcelona. Por sus piezas escabrosas y a menudo iconoclastas, vivió la censura en los años setenta e incluso fue detenido por escándalo público, siendo liberado de prisión por el director del Festival de Sitges. En Hamburgo, la policía hizo sacar de los escaparates sus obras de muñecas pintadas y cosidas.

### Escritura
En su faceta de escritor, publicó varios libros sobre el mundo del espectáculo trans: Memorias Trans (2006), Memorias del espectáculo (2008), Antonio Amaya, Memorias del espectáculo (2008) y Un falo lo tiene cualquiera (2010). Además escribió un libro sobre el caso de Enriqueta Martí (Los diarios de Enriqueta Martí: La vampira de Barcelona, 2007) y otro sobre el género de terror (Mitos del terror, 2007). Todos sus libros fueron editados por la editorial Morales i Torres. 

## Filmografía
| Como director | Como director                              |
| Año           | Título                                     |
| ------------- | ------------------------------------------ |
| 1976          | Miss Drácula contra el Imperio de la Leche |
| 1976          | Miss Drácula                               |
| 1975          | Vampiros                                   |
| 1973          | Fosc i Clar                                |
| 1972          | La Muñeca                                  |
| 1971          | Wurdalak                                   |

| Como intérprete o invitado | Como intérprete o invitado   | Como intérprete o invitado      |
| Año                        | Título                       | Notas                           |
| -------------------------- | ---------------------------- | ------------------------------- |
| 2012                       | Lentejuelas de sangre        |                                 |
| 2011                       | Madame Arthur                |                                 |
| 1993                       | I ara què, Xènia?            | Serie de televisión, 1 episodio |
| 1987                       | Adela                        |                                 |
| 1984                       | La tercera luna              |                                 |
| 1984                       | El último kamikaze           |                                 |
| 1983                       | La bestia y la espada mágica |                                 |
| 1983                       | Los caraduros                |                                 |

## Discografía

### Álbumes de estudio
- El Rey de los Travestis (1978).
- Pierrot (1978).
- La Estrella (1983).
- El Cómico (1991).

## Libros
- Memorias trans: transexuales, travestis, transformistas (2005). ISBN 9788496106611
- Los diarios de Enriqueta Martí: la vampira de Barcelona (2006). ISBN 9788496106628
- Mitos del terror (2007). ISBN 9788496106673
- Memorias del espectáculo (2008) (online).
- Memorias del espectáculo - Antonio Amaya (2009). ISBN 978-84-96108-71-0
- Memorias trans 2 (2009) (online).
- Un falo lo tiene cualquiera (2010). ISBN 978-84-96106-78-9